# La Chrysalide
Col nome La Chrysalide è noto un sodalizio di pittori d'avanguardia che si formò a Bruxelles nel 1875.

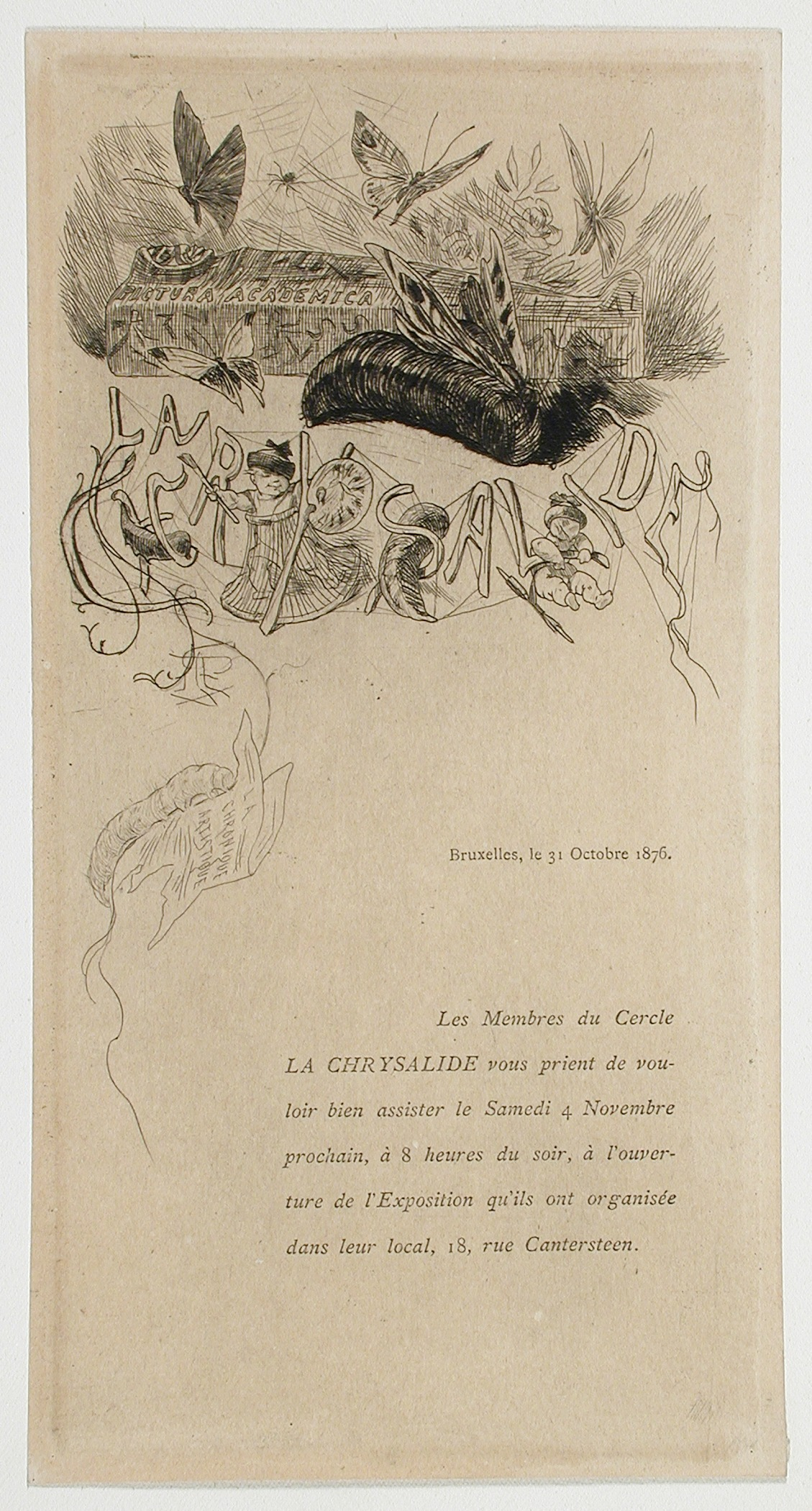
Félicien Victor Joseph Rops, La Chrysalide, 1876, (Los Angeles County Museum of Art)

## Descrizione a storia

### Fondatori del sodalizio
Il grupo La Chrysalide è stato creato nel 1875 dai pittori belgi Eugène-Henri Dubois, Victor Fontaine, Célestin-Guillaume Gilleman, Charles-Auguste Navez, Auguste-Ernest Sembach e Alfred Verhaeren, dal poeta e pittore belga Théodore Hannon e dal pittore greco Périclès Pantazis.

### ISalons
Oggetto principale di questa associazione era organizzare esposizioni, in cui presentare opere d'arte prodotte dagli associati. Ci furono unicamente quattro Salons, di cui tre organizzati in condizioni disagevoli, in fumose sale di caffè:  la prima al caffè Le Ballon, nella rue Cantersteen (novembre-dicembre 1876), la seconda al caffè La Bouteille du Brabant, sempre nella rue Cantersteen (marzo 1877), la terza al caffè Le Petit Louvain, a place de Louvain (marzo-aprile 1878) e l'ultima alla Hall-Jones, che era un vero spazio espositivo (maggio-giugno 1881).

### Vi aderirono
Poco per volta altri artisti, dalle idee più o meno progressiste, si aggiunsero ai fondatori de  La Chrysalide; tra questi: i pittori  belgi Henri Arden, Charles-Louis Bellis, Charles Dratz, Guillaume Vogels, James Ensor, Victor Uytterschaut e Maurice Hagemans, il pittore e disegnatore francese Adam Frans van der Meulen, il pittore e ceramista belga Willy Finch e il pittore scozzese George Wilson.

### Fine del sodalizio
Il gruppo La Chrysalide è esistito fino al 1881, poi si è dissolto. Questo sodalizio è considerato precursore del gruppo di pittori Les XX.

Nello stesso periodo, altri due gruppi di artisti erano attivi a Bruxelles: L'Union des Arts e L'Essor, ma erano costituiti da artisti più conservatori.